# Зарипова Юлія Михайлівна
Юлія Михайлівна Зарипова  (рос. Юлия Михайловна Зарипова, 26 квітня 1986) — російська легкоатлетка.

## Виступи на Олімпіадах
| Олімпіада   | Дисципліна | Місце                                                              |
| ----------- | ---------- | ------------------------------------------------------------------ |
| Лондон 2012 | стиплчез   | ( Золото), позбавлена нагороди після повторної перевірки на допінг |

30 січня 2015 року дискваліфікована за вживання допінгу з анулюванням результатів за 2011 — 2012 роки, зокрема, позбавлена золотої медалі на Олімпійських іграх в Лондоні.